# 畢真
毕真（？—1521年），明朝宦官，明武宗正德年间的尚膳监太监。

## 生平
毕真进宫前娶妻周氏，有子毕鉴。后私自净身后，被收入宫中。正德二年（1507年），刘瑾假傳圣旨，派他往山东担任镇守太监。毕真敲诈军民，索取海货，“侵牟巨万”。正德四年（1509年），内官监太监毕真接任市舶司太监。他在刘瑾的支持下兼理各国商船抽分等事，正德十二年（1517年），毕真任江西镇守太监，与宁王朱宸濠勾结在一起。正德十三年（1518年），御史范辂弹劾毕真贪酷肆虐，毕真与朱宸濠上奏诬告范辂。范辂被收入诏狱。朱宸濠疏通宫内太监帮助，把毕真调为浙江镇守太监，让毕真准备兵马助他谋反。毕真到任浙江后大肆搜刮财物，打造了一千多副盔甲，到余杭县买米一万石，准备作为叛乱时的军饷。正德十四年（1519年）六月，朱宸濠谋反，派校尉赵智到浙江会同毕真起兵，但宸濠之乱僅僅四十三日就被贛南巡撫王陽明平定，毕真被逮捕审讯。正德十六年（1521年），毕真以谋反逆罪被凌迟处死，抄没家产。